# 京都府道・奈良県道754号木津横田線
京都府道・奈良県道754号木津横田線（きょうとふどう・ならけんどう754ごう きづよこたせん）は、京都府木津川市から奈良県大和郡山市に至る一般府県道である。

## 概要
京都府木津川市木津から奈良県大和郡山市発志院町に至る。
総延長のほとんどが奈良県内を占める。

### 路線データ
京都府・奈良県告示に基づく起終点および重要な経過地は以下のとおり。
- 起点：京都府木津川市木津（木津奈良道交差点、国道24号交点）
- 終点：奈良県大和郡山市発志院町（横田北交差点、国道24号交点）
- 重要な経過地：奈良県奈良市

## 歴史
奈良市の奈良県庁東からJR奈良駅前までの間を除く全線がかつての国道24号である。国道24号奈良バイパスの一部供用開始に伴って1972年（昭和47年）3月22日に木津町市坂・奈良市大森町間が両府県へ移管された。同バイパスの暫定2車線開通後の1977年（昭和52年）11月1日に奈良市大森町・大和郡山市発志院町間が奈良県へ移管された。

### 年表
- 1972年（昭和47年）
  - 3月21日 - 奈良県が一般県道143号木津横田線として認定[3]。
  - 3月28日 - 京都府が一般府道289号木津横田線として認定[4]。
  - 11月1日 - 奈良県が登大路町・三条町の区間について、三条通り経由から大宮通り経由へと区域変更[5]。
- 1990年（平成2年）11月9日 - 奈良県が路線番号を再編し、県道243号に変更[6]。
- 1994年（平成6年）4月1日 - 京都府と奈良県が路線番号を再編し、府道・県道754号に変更[7][8]。
- 2020年（令和2年）4月1日 - 京都府が木津奈良道交差点・州見台口交差点の区間について、市坂経由から梅美台経由へと区域変更[9]。

## 路線状況

### 重複区間
- 国道24号（京都府木津川市木津・木津奈良道交差点（起点） - 木津川市木津・大谷交差点）
- 国道163号（京都府木津川市木津・大谷交差点 - 木津川市城山台13丁目・城山台南交差点）
- 奈良県道・京都府道44号奈良加茂線（京都府木津川市梅美台2丁目・梅美台交点 - 木津川市梅美台1丁目・梅美台西交差点）
- 国道369号（奈良県奈良市般若寺町・般若寺交差点 - 奈良市油阪町・油阪交差点）
- 奈良県道・京都府道33号奈良笠置線（奈良県奈良市般若寺町・般若寺交差点 - 奈良市登大路町・県庁東交差点）

### 道路施設

#### 橋梁
- 奈良県
  - 新石橋（佐保川、奈良市）
  - 威徳井橋（奈良市）
  - 岩井橋（岩井川、奈良市）

## 地理

### 通過する自治体
- 京都府
  - 木津川市
- 奈良県
  - 奈良市 - 大和郡山市

### 交差する道路
| 交差する道路                                                                   | 都道府県名 | 市町村名   | 交差する場所 | 交差する場所            |
| ------------------------------------------------------------------------------ | ---------- | ---------- | ------------ | ----------------------- |
| 国道24号 重複区間起点                                                          | 京都府     | 木津川市   | 木津         | 木津奈良道交差点 / 起点 |
| 国道24号 重複区間終点 国道163号 重複区間起点                                   | 京都府     | 木津川市   | 木津         | 大谷交差点              |
| 国道163号 重複区間終点                                                         | 京都府     | 木津川市   | 城山台13丁目 | 城山台南交差点          |
| 奈良県道・京都府道44号奈良加茂線 重複区間起点                                  | 京都府     | 木津川市   | 梅美台2丁目  | 梅美台交差点            |
| 奈良県道・京都府道44号奈良加茂線 重複区間終点                                  | 京都府     | 木津川市   | 梅美台1丁目  | 梅美台西交差点          |
| 奈良県道・京都府道44号奈良加茂線                                               | 奈良県     | 奈良市     | 青山1丁目    | 梅谷口交差点            |
| 国道369号 重複区間起点 奈良県道・京都府道33号奈良笠置線 重複区間起点           | 奈良県     | 奈良市     | 般若寺町     | 般若寺交差点            |
| 奈良県道104号谷田奈良線                                                        | 奈良県     | 奈良市     | 今小路町     | 転害門前交差点          |
| 国道169号 奈良県道・京都府道33号奈良笠置線 重複区間終点                        | 奈良県     | 奈良市     | 登大路町     | 県庁東交差点            |
| 国道369号 / 大宮通り 重複区間終点                                              | 奈良県     | 奈良市     | 油阪町       | 油阪交差点              |
| 奈良市道三条線 / 三条通り 奈良市道三条菅原線                                   | 奈良県     | 奈良市     | 三条町       | JR奈良駅前交差点        |
| 奈良県道1号奈良生駒線                                                          | 奈良県     | 奈良市     | 大森町       | 大森町交差点            |
| 奈良県道122号京終停車場薬師寺線                                                | 奈良県     | 奈良市     | 大安寺1丁目  | 大安寺交差点            |
| 奈良県道41号奈良大和郡山線                                                     | 奈良県     | 奈良市     | 神殿町       | 神殿町交差点            |
| 奈良県道51号天理環状線 奈良県道144号大和郡山上三橋線 奈良県道187号福住上三橋線 | 奈良県     | 大和郡山市 | 上三橋町     | 上三橋町交差点          |
| 奈良県道249号大和郡山環状線 / 別線                                             | 奈良県     | 大和郡山市 | 番匠田中町   | 番匠田中町交差点        |
| 国道24号                                                                       | 奈良県     | 大和郡山市 | 発志院町     | 横田北交差点 / 終点     |

### 交差する鉄道
- 関西本線
- 桜井線

### 沿線
- 幣羅坂神社
- 奈良阪町資料館
- 般若寺
- 極楽寺別院
- 転害門
- 奈良県庁
- 奈良地方裁判所
- 興福寺
- 近鉄奈良線 近鉄奈良駅
- 南都銀行 JR奈良駅前支店
- JR西日本関西本線・桜井線 奈良駅
- 奈良三条郵便局
- 京都銀行 奈良支店
- 奈良警察署
- 奈良市立春日中学校
- NTT西日本ファシリティーズ 奈良支店
- 南都銀行 南支店
- イオンタウン大安寺
  - ザ・ビッグエクストラ 大安寺店
- 大和信用金庫 大安寺支店
- 日本赤十字社 奈良県支部
- 奈良市立済美南小学校
- 奈良信用金庫 こどの支店
- 奈良市立明治小学校
- 奈良北之庄郵便局
- 須佐之男神社
- シャープ 奈良事業所
- DMG森精機 奈良工場
- 奈良交通自動車教習所
- 大和郡山発志院簡易郵便局
- 大和郡山市立治道小学校、治道幼稚園